# Råby
Råby is een plaats in de gemeente Håbo in het landschap Uppland en de provincie Uppsala län in Zweden. De plaats heeft 879 inwoners (2005) en een oppervlakte van 87 hectare.